# Sin vergüenza (programa de televisión español)
Sin vergüenza fue un programa de concursos emitido por TVE durante los años 1992 y 1993, dirigido por La Trinca y conducido por la presentadora madrileña Ángeles Martín.

## Formato
El concurso, de gran éxito en la época, tomaba su nombre porque incorporaba diferentes pruebas en las que se ponía a prueba el sentido del ridículo y la falta de vergüenza tanto de los concursantes como de gente de la calle que la actriz Amparo Moreno salía a entrevistar. 
El concurso tenía dos fases:
En la 1º fase, dos concursantes debían de competir en tres juegos diferentes, elegidos al azar. El ganador de cada juego se llevaba 100.000 pesetas (600 Euros). Había cinco juegos posibles:
- Báscula móvil: Había que averiguar el peso de personas de la calle, de modo que cada kilogramo de diferencia entre lo predicho y lo real, suponía dar un golpe de aire a un globo con una bomba, de forma que cada vez se inflaba más. Aquel al que le explotaba el globo, perdía.
- ¿Lo hará? ¿No lo hará?: Se proponía a gente de la calle un reto sencillo (Por ejemplo, ponerse a bailar) y los concursantes tenían que adivinar si las personas lo harían o no. Empezaban con 1000 puntos y tenían que apostar Si o No la cantidad de puntos que quisiesen. Tras 3 rondas, el concursante con más puntos ganaba el juego.
- Interferencias: Había que completar una frase a la que le faltaban 4 palabras. Esas 4 palabras eran definidas por gente de la calle. Uno de los concursantes escuchaba las definiciones y el otro no. Luego se repetía el video y el concursante que había escuchado la definición podía hacer interferencias durante 5 segundos (Seguidos o no) para dificultar al otro concursante que acertase la palabra. Si no acertaba la palabra, la oportunidad era para el concursante que hacía las interferencias. Si se acertaba la palabra, se tenía derecho a intentar adivinar la frase, que era lo que daba la victoria del juego.
- Al pie de la letra: La gente de la calle comenzaba a cantar una canción y los concursantes debían de seguirla. Una vez apretaban el pulsador, el video se paraba y empezaban a cantar desde ese punto hasta que fallasen. En tal caso el otro concursante podía seguir la canción desde el fallo. Se cantaban 5 canciones y el concursante que más palabras exactas acertase en total, ganaba el juego.
- Muestra humana: Enumerar palabras relacionadas con un tema, sugeridas por gente de la calle, durante un minuto. Con las palabras restantes que no hubieran sido enumeradas, el otro concursante tenía que adivinar el tema en común que tenían todas ellas.
El juego posteriormente fue sustituido por otro llamado Mímame, donde un mimo profesional y dos personas de la calle representaban ideas o conceptos mediante mímica, y los concursantes tenían que adivinar de que se trataba.
El concursante que ganase dos juegos, pasaba a la 2º fase. Aunque uno de los concursantes ganase los dos primeros juegos, se jugaban siempre tres.
En la 2º fase había 3 juegos: el chapuzón, la jaula de los globos y el torbellino. Cada uno de estos juegos daba al concursante la posibilidad de ganar más dinero. 
- En el chapuzón, al concursante se le introducía en una gran piscina de bolas de colores con algunas bolas blancas. El concursante tenía un minuto de tiempo para sacar todas las bolas blancas que pudiera y depositarlas en una urna. Cada bola blanca valía 50.000 pesetas (300 Euros). 
- En la jaula de los globos había un montón de globos de colores y otros blancos y la mecánica era la misma: en un minuto, sacar el máximo posible de globos blancos, aunque estos debían pasar por una ventana que tenía pinchos en los bordes. Cada globo hacía ganar 50.000 pesetas (300 Euros)
- En el torbellino al concursante se le introducía en una jaula que tenía unos ventiladores en el suelo con pelotas de colores y algunas pelotas blancas. Se activaban los ventiladores y el concursante debía de ir cogiendo al aire las pelotas blancas y depositarlas en una urna externa. Cada pelota blanca valía 50.000 pesetas (300 Euros).
En cualquier caso, el concursante ganador volvía al día siguiente. Si repetía la victoria, optaba a otro tipo de juegos para ganar más dinero, tales como El superdado en el que debía llegar desde 7 a 13 tirando un dado, sumando y restando resultados, pero sin pasarse de 13. Por cada tirada, se le restaban 100.000 pesetas, hasta que lo consiguiese. Y el disco loco, donde el concursante tiraba un disco por una plataforma con obstáculos y tenía que averiguar en que casilla de las 6 de la zona inferior acabaría el disco. Si lo conseguía a la primera, ganaba 1 millón de pesetas (6.000 Euros) y si no, se le restaba 100.000 pesetas (600 Euros) por cada intento. Finalmente para el 3º día estaba la caja fuerte que contenía 3 millones de pesetas (18.000 Euros) y debía abrirse con una combinación de números que se podía averiguar respondiendo tres preguntas de cultura general.

## Versiones internacionales
En Argentina hubo una versión local, emitida en 1993 y 1994 por ATC, en la primera temporada conducida por Andrea Campbell y en la segunda por Paula Diagosti e Iván Velasco.